# Centro Atlético Fénix
O Centro Atlético Fénix é um clube de futebol uruguaio com sede na cidade de Montevidéu. Disputa a primeira divisão do Campeonato Uruguaio.
Fénix é o maior vencedor do Campeonato Uruguaio - 2ª Divisão com 7 títulos.

## História
O clube foi fundado em 7 de julho de 1916 por um grupo de jovens, que nomeou o clube de Fenix (Phoenix), pássaro mitológico.
As cores escolhidas foram a cor violeta para representar a eternidade e o branco para representar a pureza.
Em 2002, o clube se classificou para jogar na Copa Libertadores pela primeira vez, façanha que repetiu em 2003.

## Títulos

### Nacionais
- Liguilla Pré-Libertadores da América: 2 (2002 e 2003)
- Campeonato Uruguaio - 2ª Divisão: 7 (1956, 1959, 1973, 1977, 1985, 2007, 2009)
- Campeonato Uruguaio - 3ª Divisão: 4 (1918, 1942, 1949, 1991)